# 克里斯提安·富勒
克里斯提安‧富勒（德語：Christian Führer；1943年3月5日—2014年6月30日），是一位基督教新教牧師，在1989年東德萊比錫發起星期一示威，這個示威活動最後促使柏林圍牆倒塌和1990年兩德統一。

## 生平
克里斯提安‧富勒在萊比錫東南方約60公里的薩克森自由邦的佩尼西鎮的朗恩羅伊巴-歐博海恩地區長大。1961年至1966年在萊比錫大學主修神學。隨後到科爾迪茨擔任牧師。1980年起擔任萊比錫聖尼古拉教堂的牧師。2008年3月31日退休。

## 和平禱告會
1980年富勒擔任聖尼古拉教堂牧師時協助成立和平禱告會，這個禱告會是數個教會青年團體聯合舉行的抗議活動之一。自1982年9月20日開始，這個禱告會固定在每個星期一下午於聖尼古拉教堂進行，聚會的焦點是反對冷戰所帶來的貧窮、軍備競賽等不良後果。
1987年9月，他組織民眾參與東德官方第一次允許教會合法參與的奧洛夫-帕爾梅-和平遊行，該遊行於9月1日自東德北方的施特拉爾松出發，至9月18日在東德南方的德勒斯登結束，為期18天，遊行主旨是支持1986年遭暗殺的瑞典首相奧洛夫·帕爾梅 生前所提出的“中歐無核武走廊”構想。
1988年他主持禱告，為在當年1月17日官方舉辦的李卜克內西-盧森堡-紀念活動中使用了未被許可的標語而被捕的上百名抗議者祈福。